# 2000年夏季奥林匹克运动会游泳比赛—男子50米自由泳
2000年夏季奥林匹克运动会男子50米自由泳比赛的决赛于2000年9月22日在澳大利亚悉尼举行。最终，美国游泳运动员小加里·哈尔获得了此项比赛的冠军。

## 成绩
| 名次 | 运动员                    |
| ---- | ------------------------- |
|      | 小加里·哈尔（美国）       |
|      | 安東尼·歐文（美国）       |
|      | 彼得·范登霍根班德（荷兰） |